# 大坪乡 (嵩县)
大坪乡，是中华人民共和国河南省洛陽市嵩县下辖的一个乡镇级行政单位。

## 行政区划
大坪乡下辖以下地区：
大坪村、关亭村、范庄岭村、三圪塔村、后场村、闫屯村、流涧峪村、西元头村、东元头村、楼上村、白圪塔村、枣元村、竹元村、卞家岭村、常洼村、马河村、宋岭村和李沟村。